# Brighton International 1979
Il Brighton International 1979 è stato un torneo femminile di tennis giocato sul sintetico indoor. È stata la 2ª edizione del Brighton International, che fa parte del WTA Tour 1979.
Si è giocato a Brighton in Gran Bretagna, dal 20 al 25 novembre 1979.

## Campionesse

### Singolare
Martina Navrátilová ha battuto in finale  Chris Evert con il punteggio di 6–3, 6–3

### Doppio
Ann Kiyomura /  Anne Smith hanno battuto in finale  Ilana Kloss /  Laura duPont con il punteggio di 6–2, 6–1